# Medicamentos veterinarios
Los medicamentos veterinarios son todas aquellas sustancias o combinación de sustancias que se presenten como poseedoras de propiedades curativas o preventivas con respecto a las enfermedades animales o que pueda administrarse al animal con el fin de restablecer, corregir o modificar sus funciones fisiológicas ejerciendo una acción farmacológica, inmunológica o metabólica, o de establecer un diagnóstico veterinario. 

## Tipos
- Medicamentos de uso veterinario elaborados industrialmente o en cuya fabricación intervenga un proceso industrial.
- Las fórmulas magistrales destinadas a animales deben ser prescritas por un veterinario, preparadas por un farmacéutico o bajo su dirección en su oficina de farmacia y ser destinadas a un animal individualizado o a un número reducido de animales de una explotación concreta. Además este procedimiento debe llevarse a cabo bajo el cuidado directo del veterinario que realizó la prescripción. Estas fórmulas magistrales irán acompañadas del nombre del farmacéutico que las prepare y de la información suficiente que garantice su correcta identificación y conservación así como su segura utilización.
- Los preparados o fórmulas oficinales, que deben ser elaborados en oficinas de farmacia de acuerdo con las indicaciones de un formulario y serán entregados directamente al usuario final.
- Las premezclas medicamentosas para pienso las cuales son medicamentos veterinarios elaborados para ser incorporados a un pienso para formar un pienso medicamentoso.
- Las autovacunas de uso veterinario las cuales sólo tienen el reconocimiento de medicamentos veterinarios cuando su elaboración se realiza previa prescripción veterinaria y sus procesos de fabricación y control se ajustan a las Normas de Correcta Fabricación en particular en lo que se refiere a seguridad sanitaria.

## Condiciones previas para la autorización de medicamentos de uso veterinario
Los medicamentos de uso veterinario que deseen ser autorizados deberán: alcanzar los requisitos mínimos de calidad que se establezcan, ser seguros para los animales para los que estén destinados, ser eficaces en las indicaciones terapéuticas para las que se ofrecen, estar correctamente identificados y suministrar la información que precise la autoridad competente a la hora de realizar la autorización. La calidad se evalúa mediante ensayos analíticos (fisicoquímicos, biológicos y microbiológicos) controlando:
- Composición cualitativa y cuantitativa.
- Método de preparación.
- Controles de calidad de las materias primas, productos intermedios y producto final.
- La estabilidad del compuesto.

### Estudios preclínicos
En estos estudios se busca definir la seguridad y la eficacia del medicamento mediante estudios toxicológicos y farmacológicos (y dentro de este farmacocinéticos y farmacodinámicos).
- Establecer la toxicidad del medicamento y posibles efectos secundarios.
- Establecer los efectos farmacológicos y mecanismos de producción de efectos terapéuticos.
- Establecer el tiempo de espera que se define como el tiempo que ha de transcurrir entre la última aplicación del medicamento y el aprovechamiento de los alimentos obtenidos del animal tratado, con objeto de que no existan residuos de dicho medicamento en el alimento o al menos que estén por debajo del límite máximo de residuos permitido.

#### Estudios complementarios
- Estudios de residuos: en estos estudios se determinan qué residuos y en qué grado quedan en los alimentos así como los periodos de supresión que habrán de respetarse para evitar cualquier riesgo para la salud humana.Los residuos se cuantifican y se estudian sus efectos.
- Repercusiones sobre las personas que los manejan.
- Influencia sobre el medio ambiente.
- Repercusiones epizoóticas.

### Estudios clínicos
Se realizarán en las especies animales a las que están destinados los medicamentos. Su objetivo es confirmar los efectos farmacodinámicos o farmacocinéticos y/o establecer la eficacia para una indicación terapéutica y/o conocer el perfil de sus reacciones adversas y establecer la seguridad y/o tolerancia en las condiciones normales de uso.

## Autorización de medicamentos veterinarios
- La autorización tendrá una duración de 5 años y podrá renovarse a petición del titular previa revaluación de la relación beneficio-riesgo. La renovación tendrá carácter indefinido.
- El titular comunicará la puesta en el mercado por primera vez de un medicamento autorizado.
- La autorización caducará si en el plazo de 3 años no se ha producido la comercialización.
- El titular de una autorización tendrá que comunicar anualmente su intención de seguir comercializando el medicamento (convalidación).

Existen varios procedimientos por los cuales puede realizarse la petición de autorización de un nuevo medicamentos de uso veterinario:
- Procedimiento Nacional: la aprobación se realiza por el Comité de Medicamentos Veterinarios del país en el que se quiera comercializar.
- Procedimientos comunitarios: la aprobación se realiza por el Comité de Medicamentos de Uso Veterinario de la Agencia Europea de Medicamentos y existen 2 tipos:

- - Reconocimiento mutuo: se concede la autorización de comercialización de un medicamento en más de un Estado miembro cuando este medicamento cuenta con una autorización en alguno de los Estados miembros de la Unión Europea. Las autoridades encargadas de la evaluación de un Estado Miembro dan por válida la evaluación llevada a cabo por la autoridad de otro estado miembro (Estados miembros de Referencia).
  - Centralizado: se autoriza la comercialización en todos los Estados miembros de la Unión Europea al mismo tiempo.

## Datos que deben figurar en el embalaje exterior
Según proceda en algunos de estos medicamentos veterinarios deberán figurar uno o varios de los siguientes símbolos, siglas o leyendas:

### Siglas y leyendas
- AV (Administración exclusiva por el veterinario).
- De uso veterinario.
- De uso veterinario-Medicamento sujeto a prescripción veterinaria.
- Premezclas medicamentosas para piensos.

## Medicamentos veterinarios y ejercicio profesional veterinario
El veterinario queda autorizado para la tenencia, transporte, uso, cesión o administración de medicamentos veterinarios con destino a los animales que estén bajo su cuidado, o cuando su aplicación tenga que ser efectuada por él mismo, siempre sin perjuicio de la necesaria independencia, conforme se especifica en el apartado de incompatibilidades

### Incompatibilidades
Sin perjuicio de las incompatibilidades establecidas para el ejercicio de actividades públicas, el ejercicio clínico de la medicina, de la odontología, de la veterinaria, así como de otras profesiones sanitarias con facultad para prescribir o indicar la dispensación de los medicamentos, será incompatible con cualquier clase de intereses económicos directos derivados de la fabricación, elaboración, distribución, intermediación y comercialización de los medicamentos y productos sanitarios. (Real Decreto Legislativo 1/2015, Art. 4.1 Garantías de independencia).

### Registro que tiene que llevar el veterinario relativo a las prescripciones excepcionales en animales productores de alimentos.
- Fecha de examen de los animales
- Código de la explotación REGA
- N.º animales tratados, e identificación
- Diagnóstico
- Medicamentos prescritos
- Vía y dosis administradas
- Duración tratamiento
- Tiempo de espera

La consignación de los datos anteriormente reseñados, que ya consten en la receta, podrá sustituirse por la referencia identificativa de dicha receta, a efectos del registro.